# Paul Midy
Pour les articles homonymes, voir Midy.
Paul Midy, né le 25 janvier 1983 à Fontainebleau (Seine-et-Marne), est un entrepreneur, ancien dirigeant d'entreprise et homme politique français.
Membre de Renaissance, il est élu député dans la cinquième circonscription de l'Essonne lors des élections législatives de 2022, puis réélu lors des élections législatives anticipées de 2024.

## Biographie

### Formation et carrière professionnelle
Paul Midy entre à l'École polytechnique en 2003. Au cours de sa scolarité à l'X, il est élève-officier au sein de la Gendarmerie nationale, affecté au peloton de Gendarmerie de Haute-Montagne de Jausiers (Alpes-des-Hautes-Provence). Il fait aussi un master de recherche opérationnelle à l'université Columbia, à New York, aux États-Unis.
En parallèle de ses études, il crée à Orsay sa première entreprise, Goondi, une société de services informatiques. Il travaille comme consultant chez McKinsey & Company de 2007 à 2014. Il dirige ensuite Jumia Travel, une start-up du e-commerce en Afrique et crée Jumia One, devenue Jumia Pay. Il a été directeur marketing du groupe Jumia, devenue la première licorne africaine et maintenant introduite en bourse au New York Stock Exchange. Il rejoint ensuite la startup Frichti comme directeur général d'avril à octobre 2018.
De 2011 à 2014, il est enseignant à l'École polytechnique en économie d'entreprise.

### Parcours politique
Paul Midy est adhérent aux Jeunes populaires, les jeunes de l'UMP, pendant le quinquennat de Nicolas Sarkozy. Il est membre du bureau national des Jeunes populaires, dont il est le trésorier.
En 2010, il dénonce l'utilisation des moyens publicitaires du syndicat des transports d'Île-de-France pour promouvoir le bilan de Jean-Paul Huchon, président sortant de la région Île-de-France. Il dépose une requête devant le Conseil d'État pour demander l'annulation du scrutin régional en Île-de-France, obtenant le rejet des comptes de campagnes de Jean-Paul Huchon.
En 2013, il est nommé secrétaire national de l'UMP. Il est conseiller municipal à Fontainebleau de 2016 à 2020[réf. nécessaire].
À partir de 2019, il rejoint La République en marche en tant que directeur général, lorsque Stanislas Guerini est délégué général du parti politique. Ses méthodes managériales y sont jugées comme « dures » et « hors sol », lui valant la réputation de « bad cop »,.
Il est directeur de campagne de Benjamin Griveaux pour les élections municipales de 2020 à Paris.
Lors de l'élection présidentielle de 2022, il est membre de l'équipe de campagne d'Emmanuel Macron chargé des affaires générales.
Il est élu le 19 juin 2022 avec l'étiquette du parti présidentiel d'Emmanuel Macron, Ensemble, face à Cédric Villani,, à qui il succède à son siège de député dans l'Essonne. Il obtient en effet 18 687 voix contre 18 668 voix à Cédric Villani, soit 19 voix d'écart (0,04 % des électeurs). Le Conseil constitutionnel valide son élection le 2 décembre. Il siège au sein du groupe Renaissance et est membre de la commission des Affaires économiques à l'Assemblée nationale.
Il est nommé membre du Conseil national du numérique en octobre 2022.
En janvier 2023, il est chargé par le Gouvernement d'une mission sur le soutien à l'investissement dans les startups, les petites et moyennes entreprises innovantes et les petites et moyennes entreprises en croissance,. Il remet son rapport au Gouvernement le mercredi 14 juin lors du salon VivaTech et propose un plan pour mobiliser 3 milliards d'euros supplémentaires de financement par an pour les startups et PME innovantes. Il propose notamment une série de réductions d'impôts pour inciter les particuliers et investisseurs à financer les jeunes entreprises innovantes. Selon Le Monde, le président Emmanuel Macron juge « très bonne » la proposition du rapport de Paul Midy, et annonce sur scène à VivaTech la mise en place de ce dispositif.
En février 2023, le journal Les Échos le décrit comme « nouvel allié de la French Tech à l'Assemblée nationale ».
Fin 2023, Paul Midy est nommé rapporteur général de la loi sur la sécurisation et la régulation de l'espace numérique et fait voter un amendement pour que chaque Français puisse accéder à une identité numérique d'ici 2030 ,.
Paul Midy a été réélu député le 7 juillet 2024, à l’issue du second tour des élections législatives anticipées, en remportant son duel par 51,74% des voix contre 48,26% pour le candidat du Nouveau Front populaire Pierre Larrouturou. Les médias notent qu'il est l'un des rares candidats du camp présidentiel à faire apparaître Emmanuel Macron sur son affiche de campagne, une démarche à rebours des autres candidats de la majorité sortante.
En septembre 2024, il est désigné rapporteur pour avis du budget 2025 pour l'économie sociale et solidaire (ESS).

### Élections législatives
| Année | Parti | Parti | Circonscription | 1er tour | 1er tour | 1er tour | 2e tour | 2e tour | 2e tour |
| Année | Parti | Parti | Circonscription | %        | voix     | Issue    | %       | voix    | Issue   |
| ----- | ----- | ----- | --------------- | -------- | -------- | -------- | ------- | ------- | ------- |
| 2022  |       | RE    | 5e de l'Essonne | 30,53    | 11 849   | 2e       | 50,03   | 18 687  | élu     |
| 2024  |       | EPR   | 5e de l'Essonne | 32,48    | 16 362   | 2e       | 51,74   | 23 248  | élu     |

## Prises de position
Paul Midy a pris position en faveur de la fin de l'anonymat total sur les réseaux sociaux. Il propose que les utilisateurs des plateformes soient contraints de s’enregistrer afin d’être identifiés par la justice en cas de besoin, tout en restant anonymes aux yeux des autres utilisateurs. Cette mesure vise à lutter contre les comportements inappropriés en ligne, tels que le cyberharcèlement, les arnaques et les fake news.
Il a déposé plusieurs amendements dans ce sens, notamment dans le cadre du projet de loi pour sécuriser et réguler l'espace numérique (SREN). Il plaide pour un pseudonymat, où les utilisateurs peuvent utiliser des pseudonymes entre eux, mais ne peuvent pas être anonymes vis-à-vis des autorités de police ou de justice en cas de délit ou de crime grave.
Cette proposition a suscité des critiques et des débats, notamment sur la question de la liberté d'expression et de la protection des données personnelles.